# Dicranomyia (Dicranomyia) gemina
Dicranomyia (Dicranomyia) gemina is een tweevleugelige uit de familie steltmuggen (Limoniidae). De soort komt voor in het Australaziatisch gebied.